# Palo Santo (ort i Argentina)
Palo Santo är en ort i Argentina.   Den ligger i provinsen Formosa, i den norra delen av landet, 1 000 km norr om huvudstaden Buenos Aires. Palo Santo ligger 90 meter över havet och antalet invånare är 5 324.
Terrängen runt Palo Santo är mycket platt. Runt Palo Santo är det glesbefolkat, med 8 invånare per kvadratkilometer.. 
I omgivningarna runt Palo Santo växer huvudsakligen savannskog.